# Protosticta robusta
Protosticta robusta – gatunek ważki z rodziny Platystictidae.